# إيرباص إيه 321

## محركات
| نموذج الطائرة | تاريخ الشهادة    | محركات      |
| ------------- | ---------------- | ----------- |
| A321-111      | 27 May 1995      | سي اف ام 56 |
| A321-112      | 15 February 1995 | سي اف ام 56 |
| A321-131      | 17 December 1993 | في 2500     |
| A321-211      | 20 March 1997    | سي اف ام 56 |
| A321-212      | 31 August 2001   | سي اف ام 56 |
| A321-213      | 31 August 2001   | سي اف ام 56 |
| A321-231      | 20 March 1997    | في 2500     |
| A321-232      | 31 August 2001   | في 2500     |

## روابط خارجية
- Official Airbus website of the A321